# Raluca Haidu
Raluca Oana Haidu (Petroşani, 20 de novembro de 1994) é uma ginasta romena que compete em provas de ginástica artística. Raluca fez parte da equipe romena medalhista do Campeonato Europeu de Birmingham, em 2010.